# آبشار گریت
آبشار گریت یا آبشار سرکانه یا آبشار هفت‌چشمه (در زبان لری: تاف هفت‌چشمه) یک آبشار در شمال شرقی شهرستان خرم‌آباد، بخش پاپی و ۳۰ کیلومتری ایستگاه راه‌آهن سپیددشت است که در منطقه‌ای کوهستانی در کنار روستایی بنام ترس (گریت یا سرکانه عباس‌آباد) در میان دره‌ای پوشیده از درختان بلوط قرار گرفته‌است. فاصله آبشار گریت تا شهر خرم‌آباد حدود ۵۰ کیلومتر است. این آبشار در مسیر عبور رودخانه ترس گریت به طرف رودخانه سزار بر اثر عبور از ناهمواریها در مسیر عبور رودخانه ترس به صورت طبیعی به وجود آمده‌است. حداکثر بلندای آبشار گریت ۱۵ متر و پهنایی معادل ۱۷ متر دارد و اطرافش پوشیده از درختان بلوط و زالزالک وحشی است.

## راه‌های دسترسی
در صورت پیاده‌روی از روستای گریت تا این آبشار حدود یک ساعت پیاده‌روی در مسیری جنگلی و آکنده از پوشش گیاهی فاصله وجود دارد؛ با این حال، تا کنار آبشار دو جاده ماشین‌رو نیز وجود دارد.
1. جاده آسفالت خرم‌آباد به سپیددشت و سپیددشت به سمت ایستگاه راه‌آهن تهران به جنوب خرم‌آباد از طریق جاده آسفالت از شهر سپیددشت به سمت خرم‌آباد
2. از طریق محور خرم‌آباد به بروجرد و کیلومتر ۱۵ این جاده از خرم‌آباد به سمت بروجرد از طریق محور خرم‌آباد – ازنا سکوند - سپیددشت